# Zubr
Zubr är ett ölmärke som tillverkas i Tjeckien. Det bryggs i staden Přerov, strax öster om Olomouc i Mähren. Tillsammans med bryggerierna Litovel och Holba utgör det bryggerigruppen PMS, också kallad "Pivovary", bryggerierna.